# Liste der Bodendenkmale in Sylt (Gemeinde)
In der Liste der Bodendenkmale in Sylt sind die Bodendenkmale der Gemeinde Sylt nach dem Stand der Bodendenkmalliste des Archäologischen Landesamts Schleswig-Holstein von 2016 aufgelistet. Die Baudenkmale sind in der Liste der Kulturdenkmale in Sylt (Gemeinde) aufgeführt.
| Denkmal-ID           | Befundart               | Bezeichnung                                        | Zeitstellung                                   | Lage | Bemerkungen        | Bild |
| -------------------- | ----------------------- | -------------------------------------------------- | ---------------------------------------------- | ---- | ------------------ | ---- |
| aKD-ALSH-Nr. 001 555 | Grabmal > Grabhügel     | Grabhügel                                          | Vor- und/oder Frühgeschichte                   |      |                    |      |
| aKD-ALSH-Nr. 001 608 | Grabmal > Grabhügel     | Grabhügel „Ingehoog“                               | Vor- und/oder Frühgeschichte                   |      |                    |      |
| aKD-ALSH-Nr. 001 609 | Grabmal > Grabhügel     | Grabhügel „Daanshoog“                              | Vor- und/oder Frühgeschichte                   |      |                    |      |
| aKD-ALSH-Nr. 001 610 | Siedlung                | Siedlung/Haus/Hof „Jöljarmhoog“                    | Neolithikum, Bronzezeit, vorrömische Eisenzeit |      | Wohnhügel          |      |
| aKD-ALSH-Nr. 001 611 | Siedlung                | Siedlung/Haus/Hof „Hiligenört“                     | römische Kaiserzeit                            |      | Wohnhügel          |      |
| aKD-ALSH-Nr. 001 612 | Befestigung > Burg      | Burg/Motte/Ringwall/Turmhügel „Archsum-Burg“       | römische Kaiserzeit                            |      |                    |      |
| aKD-ALSH-Nr. 001 613 | Grabmal > Langbett      | Langbett/Steinreihe                                | Neolithikum                                    |      |                    |      |
| aKD-ALSH-Nr. 001 614 | Grabmal > Großsteingrab | Steinkammer                                        | Neolithikum                                    |      |                    |      |
| aKD-ALSH-Nr. 001 615 | Grabmal > Großsteingrab | Steinkammer „Merelmereshoog“                       | Neolithikum                                    |      |                    |      |
| aKD-ALSH-Nr. 001 616 | Befestigung > Deich     | Deich/Koog/Sietwende                               | Frühgeschichte                                 |      | 105 m langer Deich |      |
| aKD-ALSH-Nr. 001 617 | Siedlung                | Siedlung/Haus/Hof „Firstklent“                     | römische Kaiserzeit                            |      | Wohnhügel          |      |
| aKD-ALSH-Nr. 001 618 | Siedlung                | Siedlung/Haus/Hof                                  | römische Kaiserzeit                            |      | Wohnhügel          |      |
| aKD-ALSH-Nr. 001 619 | Grabmal > Grabhügel     | Grabhügel „Munkhoog“                               | Vor- und/oder Frühgeschichte                   |      |                    |      |
| aKD-ALSH-Nr. 001 620 | Grabmal > Grabhügel     | Grabhügel „Galighoog“                              | Vor- und/oder Frühgeschichte                   |      |                    |      |
| aKD-ALSH-Nr. 001 621 | Grabmal > Grabhügel     | Grabhügel „Boikenhoog“                             | Vor- und/oder Frühgeschichte                   |      |                    |      |
| aKD-ALSH-Nr. 001 622 | Grabmal > Grabhügel     | Grabhügel „Winjshoog“                              | Vor- und/oder Frühgeschichte                   |      |                    |      |
| aKD-ALSH-Nr. 001 623 | Grabmal > Langbett      | Langbett/Steinreihe „Haarhoog“                     | Neolithikum                                    |      |                    |      |
| aKD-ALSH-Nr. 001 624 | Grabmal > Grabhügel     | Grabhügel „Tipkenhoog“                             | Vor- und/oder Frühgeschichte                   |      |                    |      |
| aKD-ALSH-Nr. 001 625 | Befestigung > Burg      | Burg/Motte/Ringwall/Turmhügel „Tipkentörn“         | Mittelalter                                    |      |                    |      |
| aKD-ALSH-Nr. 001 626 | Grabmal > Grabhügel     | Grabhügel „Klööwenhoog“                            | Vor- und/oder Frühgeschichte                   |      |                    |      |
| aKD-ALSH-Nr. 001 627 | Grabmal > Grabhügel     | Grabhügel „Taidishoog“                             | Vor- und/oder Frühgeschichte                   |      |                    |      |
| aKD-ALSH-Nr. 001 628 | Grabmal > Grabhügel     | Grabhügel                                          | Vor- und/oder Frühgeschichte                   |      |                    |      |
| aKD-ALSH-Nr. 001 629 | Grabmal > Grabhügel     | Grabhügel                                          | Vor- und/oder Frühgeschichte                   |      |                    |      |
| aKD-ALSH-Nr. 001 630 | Grabmal > Grabhügel     | Grabhügel                                          | Vor- und/oder Frühgeschichte                   |      |                    |      |
| aKD-ALSH-Nr. 001 631 | Grabmal > Grabhügel     | Grabhügel „Markmannshoog“                          | Vor- und/oder Frühgeschichte                   |      |                    |      |
| aKD-ALSH-Nr. 001 632 | Grabmal > Grabhügel     | Grabhügel                                          | Vor- und/oder Frühgeschichte                   |      |                    |      |
| aKD-ALSH-Nr. 001 633 | Grabmal > Grabhügel     | Grabhügel                                          | Vor- und/oder Frühgeschichte                   |      |                    |      |
| aKD-ALSH-Nr. 001 634 | Grabmal > Grabhügel     | Grabhügel                                          | Vor- und/oder Frühgeschichte                   |      |                    |      |
| aKD-ALSH-Nr. 001 635 | Grabmal > Grabhügel     | Grabhügel                                          | Vor- und/oder Frühgeschichte                   |      |                    |      |
| aKD-ALSH-Nr. 001 636 | Grabmal > Grabhügel     | Grabhügel                                          | Vor- und/oder Frühgeschichte                   |      |                    |      |
| aKD-ALSH-Nr. 001 637 | Grabmal > Grabhügel     | Grabhügel                                          | Vor- und/oder Frühgeschichte                   |      |                    |      |
| aKD-ALSH-Nr. 001 638 | Grabmal > Grabhügel     | Grabhügel                                          | Vor- und/oder Frühgeschichte                   |      |                    |      |
| aKD-ALSH-Nr. 001 639 | Grabmal > Grabhügel     | Grabhügel                                          | Vor- und/oder Frühgeschichte                   |      |                    |      |
| aKD-ALSH-Nr. 001 640 | Grabmal > Grabhügel     | Grabhügel                                          | Vor- und/oder Frühgeschichte                   |      |                    |      |
| aKD-ALSH-Nr. 001 641 | Grabmal > Grabhügel     | Grabhügel                                          | Vor- und/oder Frühgeschichte                   |      |                    |      |
| aKD-ALSH-Nr. 001 642 | Grabmal > Grabhügel     | Grabhügel                                          | Vor- und/oder Frühgeschichte                   |      |                    |      |
| aKD-ALSH-Nr. 001 643 | Grabmal > Grabhügel     | Grabhügel                                          | Vor- und/oder Frühgeschichte                   |      |                    |      |
| aKD-ALSH-Nr. 001 644 | Grabmal > Grabhügel     | Grabhügel                                          | Vor- und/oder Frühgeschichte                   |      |                    |      |
| aKD-ALSH-Nr. 001 645 | Grabmal > Grabhügel     | Grabhügel                                          | Vor- und/oder Frühgeschichte                   |      |                    |      |
| aKD-ALSH-Nr. 001 646 | Grabmal > Grabhügel     | Grabhügel                                          | Vor- und/oder Frühgeschichte                   |      |                    |      |
| aKD-ALSH-Nr. 001 647 | Grabmal > Grabhügel     | Grabhügel                                          | Vor- und/oder Frühgeschichte                   |      |                    |      |
| aKD-ALSH-Nr. 001 648 | Grabmal > Grabhügel     | Grabhügel                                          | Vor- und/oder Frühgeschichte                   |      |                    |      |
| aKD-ALSH-Nr. 001 649 | Grabmal > Grabhügel     | Grabhügel                                          | Vor- und/oder Frühgeschichte                   |      |                    |      |
| aKD-ALSH-Nr. 001 650 | Grabmal > Grabhügel     | Grabhügel                                          | Vor- und/oder Frühgeschichte                   |      |                    |      |
| aKD-ALSH-Nr. 001 651 | Grabmal > Grabhügel     | Grabhügel                                          | Vor- und/oder Frühgeschichte                   |      |                    |      |
| aKD-ALSH-Nr. 001 652 | Grabmal > Grabhügel     | Grabhügel                                          | Vor- und/oder Frühgeschichte                   |      |                    |      |
| aKD-ALSH-Nr. 001 653 | Grabmal > Grabhügel     | Grabhügel                                          | Vor- und/oder Frühgeschichte                   |      |                    |      |
| aKD-ALSH-Nr. 001 654 | Grabmal > Grabhügel     | Grabhügel                                          | Vor- und/oder Frühgeschichte                   |      |                    |      |
| aKD-ALSH-Nr. 001 655 | Grabmal > Grabhügel     | Grabhügel                                          | Vor- und/oder Frühgeschichte                   |      |                    |      |
| aKD-ALSH-Nr. 001 656 | Grabmal > Grabhügel     | Grabhügel                                          | Vor- und/oder Frühgeschichte                   |      |                    |      |
| aKD-ALSH-Nr. 001 657 | Grabmal > Grabhügel     | Grabhügel                                          | Vor- und/oder Frühgeschichte                   |      |                    |      |
| aKD-ALSH-Nr. 001 658 | Grabmal > Grabhügel     | Grabhügel                                          | Vor- und/oder Frühgeschichte                   |      |                    |      |
| aKD-ALSH-Nr. 001 659 | Grabmal > Grabhügel     | Grabhügel                                          | Vor- und/oder Frühgeschichte                   |      |                    |      |
| aKD-ALSH-Nr. 001 660 | Grabmal > Grabhügel     | Grabhügel                                          | Vor- und/oder Frühgeschichte                   |      |                    |      |
| aKD-ALSH-Nr. 001 661 | Grabmal > Grabhügel     | Grabhügel „Munkhoog“                               | Vor- und/oder Frühgeschichte                   |      |                    |      |
| aKD-ALSH-Nr. 001 662 | Grabmal > Grabhügel     | Grabhügel                                          | Vor- und/oder Frühgeschichte                   |      |                    |      |
| aKD-ALSH-Nr. 001 663 | Grabmal > Grabhügel     | Grabhügel                                          | Vor- und/oder Frühgeschichte                   |      |                    |      |
| aKD-ALSH-Nr. 001 664 | Grabmal > Grabhügel     | Grabhügel                                          | Vor- und/oder Frühgeschichte                   |      |                    |      |
| aKD-ALSH-Nr. 001 665 | Grabmal > Grabhügel     | Grabhügel                                          | Vor- und/oder Frühgeschichte                   |      |                    |      |
| aKD-ALSH-Nr. 001 666 | Grabmal > Grabhügel     | Grabhügel                                          | Vor- und/oder Frühgeschichte                   |      |                    |      |
| aKD-ALSH-Nr. 001 667 | Grabmal > Grabhügel     | Grabhügel                                          | Vor- und/oder Frühgeschichte                   |      |                    |      |
| aKD-ALSH-Nr. 001 668 | Grabmal > Grabhügel     | Grabhügel                                          | Vor- und/oder Frühgeschichte                   |      |                    |      |
| aKD-ALSH-Nr. 001 669 | Grabmal > Grabhügel     | Grabhügel                                          | Vor- und/oder Frühgeschichte                   |      |                    |      |
| aKD-ALSH-Nr. 001 670 | Grabmal > Grabhügel     | Grabhügel                                          | Vor- und/oder Frühgeschichte                   |      |                    |      |
| aKD-ALSH-Nr. 001 671 | Grabmal > Grabhügel     | Grabhügel                                          | Vor- und/oder Frühgeschichte                   |      |                    |      |
| aKD-ALSH-Nr. 001 672 | Grabmal > Grabhügel     | Grabhügel                                          | Vor- und/oder Frühgeschichte                   |      |                    |      |
| aKD-ALSH-Nr. 001 673 | Grabmal > Grabhügel     | Grabhügel                                          | Vor- und/oder Frühgeschichte                   |      |                    |      |
| aKD-ALSH-Nr. 001 674 | Grabmal > Grabhügel     | Grabhügel                                          | Vor- und/oder Frühgeschichte                   |      |                    |      |
| aKD-ALSH-Nr. 001 675 | Grabmal > Grabhügel     | Grabhügel                                          | Vor- und/oder Frühgeschichte                   |      |                    |      |
| aKD-ALSH-Nr. 001 676 | Grabmal > Grabhügel     | Grabhügel                                          | Vor- und/oder Frühgeschichte                   |      |                    |      |
| aKD-ALSH-Nr. 001 677 | Grabmal > Grabhügel     | Grabhügel                                          | Vor- und/oder Frühgeschichte                   |      |                    |      |
| aKD-ALSH-Nr. 001 678 | Grabmal > Grabhügel     | Grabhügel                                          | Vor- und/oder Frühgeschichte                   |      |                    |      |
| aKD-ALSH-Nr. 001 679 | Grabmal > Grabhügel     | Grabhügel                                          | Vor- und/oder Frühgeschichte                   |      |                    |      |
| aKD-ALSH-Nr. 001 680 | Grabmal > Grabhügel     | Grabhügel                                          | Vor- und/oder Frühgeschichte                   |      |                    |      |
| aKD-ALSH-Nr. 001 681 | Grabmal > Grabhügel     | Grabhügel                                          | Vor- und/oder Frühgeschichte                   |      |                    |      |
| aKD-ALSH-Nr. 001 682 | Grabmal > Grabhügel     | Grabhügel                                          | Vor- und/oder Frühgeschichte                   |      |                    |      |
| aKD-ALSH-Nr. 001 683 | Grabmal > Grabhügel     | Grabhügel                                          | Vor- und/oder Frühgeschichte                   |      |                    |      |
| aKD-ALSH-Nr. 001 684 | Grabmal > Grabhügel     | Grabhügel                                          | Vor- und/oder Frühgeschichte                   |      |                    |      |
| aKD-ALSH-Nr. 001 685 | Grabmal > Grabhügel     | Grabhügel                                          | Vor- und/oder Frühgeschichte                   |      |                    |      |
| aKD-ALSH-Nr. 001 686 | Grabmal > Grabhügel     | Grabhügel                                          | Vor- und/oder Frühgeschichte                   |      |                    |      |
| aKD-ALSH-Nr. 001 687 | Grabmal > Grabhügel     | Grabhügel                                          | Vor- und/oder Frühgeschichte                   |      |                    |      |
| aKD-ALSH-Nr. 001 688 | Altacker                | Altacker (celtic field)                            | Vorgeschichte                                  |      |                    |      |
| aKD-ALSH-Nr. 001 689 | Grabmal > Grabhügel     | Grabhügel                                          | Vor- und/oder Frühgeschichte                   |      |                    |      |
| aKD-ALSH-Nr. 001 690 | Grabmal > Grabhügel     | Grabhügel                                          | Vor- und/oder Frühgeschichte                   |      |                    |      |
| aKD-ALSH-Nr. 001 691 | Grabmal > Grabhügel     | Grabhügel                                          | Vor- und/oder Frühgeschichte                   |      |                    |      |
| aKD-ALSH-Nr. 001 692 | Grabmal > Grabhügel     | Grabhügel                                          | Vor- und/oder Frühgeschichte                   |      |                    |      |
| aKD-ALSH-Nr. 001 693 | Grabmal > Grabhügel     | Grabhügel                                          | Vor- und/oder Frühgeschichte                   |      |                    |      |
| aKD-ALSH-Nr. 001 694 | Grabmal > Grabhügel     | Grabhügel                                          | Vor- und/oder Frühgeschichte                   |      |                    |      |
| aKD-ALSH-Nr. 001 695 | Grabmal > Grabhügel     | Grabhügel                                          | Vor- und/oder Frühgeschichte                   |      |                    |      |
| aKD-ALSH-Nr. 001 696 | Grabmal > Grabhügel     | Grabhügel                                          | Vor- und/oder Frühgeschichte                   |      |                    |      |
| aKD-ALSH-Nr. 001 697 | Grabmal > Grabhügel     | Grabhügel                                          | Vor- und/oder Frühgeschichte                   |      |                    |      |
| aKD-ALSH-Nr. 001 698 | Grabmal > Grabhügel     | Grabhügel „Thinghoog“                              | Vor- und/oder Frühgeschichte                   |      |                    |      |
| aKD-ALSH-Nr. 001 699 | Grabmal > Grabhügel     | Grabhügel „Thinghoog“                              | Vor- und/oder Frühgeschichte                   |      |                    |      |
| aKD-ALSH-Nr. 001 700 | Befestigung > Burg      | Burg/Motte/Ringwall/Turmhügel „Borig“ (Tinnumburg) | Mittelalter                                    |      |                    |      |
| aKD-ALSH-Nr. 001 785 | Grabmal > Grabhügel     | Grabhügel „Ringhoog“                               | Vor- und/oder Frühgeschichte                   |      |                    |      |